# تافسرة
تافسرة قرية تابعة لبلدية العزايل دائرة بني سنوس ولاية تلمسان الجزائرية، تقع جنوب مدينة تلمسان وتبعد حوالي 30 كلم عنها تعد تافسرة قرية سياحية.حيث تحتوى على العديد من المناظر الخلابة والمناطقة السياحية كالعين - جامع غريبة - قديدرات - عين بني محمود والشعبة وجنان الفار والبطحة.و للمنطقة جذور تاريخية طويلة حيث وجدت بها احفوريات للانسان القديم تعود إلى 4200 سنة ق.م وكما يعتبر الجامع العتيق عبد الله بن جعفر من أهم المعالم التاريخية بالقرية حيث ينسب اليه المؤرخون أنه أقدم مسجد في المغرب العربي بل حتى في شمال افريقيا.يسود بالقرية الماخ المتوسطي المعتدل كمت تنتشر بها أشجار الزيتون التي تعد المنتوج الرئيسي للقرية وزيوتها تعد من أجود الزيوت على المستوى المحلي والوطني.